# Mr. Bad Guy
Mr. Bad Guy е първият солов студиен албум на британския музикант Фреди Меркюри, вокалист на „Куийн“. Издаден е през 1985 г., в период, през който групата не записва нов албум, и съдържа единадесет песни, написани от самия Меркюри.
Албумът e преиздаден на 11 октомври 2019 г., в нова ремиксирана форма, на компактдиск, плоча, както и в цифрови и стрийминг услуги, чрез „Мъркюри Рекърдс“.

## Списък на песните
Всички песни са написани от Фреди Меркюри.
Страна А
1. Let's Turn It On – 3:42
2. Made in Heaven – 4:05
3. I Was Born to Love You – 3:38
4. Foolin' Around – 3:29
5. Your Kind of Lover – 3:32

Страна Б
1. Mr. Bad Guy – 4:09
2. Man Made Paradise – 4:08
3. There Must Be More to Life Than This – 3:00
4. Living on My Own – 3:23
5. My Love Is Dangerous – 3:42
6. Love Me Like There's No Tomorrow – 3:46

Бонус песни в британския компактдиск
1. Let's Turn It On (версия за 12" ) – 5:06
2. I Was Born to Love You (версия за 12") – 7:03
3. Living on My Own (версия за 12") – 6:40